# Kengyel
Kengyel là một thị trấn thuộc hạt Jász-Nagykun-Szolnok, Hungary. Thị trấn này có diện tích 79,14 km², dân số năm 2010 là 3987 người, mật độ 50 người/km².